# Organizzazione della Gioventù Democratica dell'Afghanistan
L’Organizzazione della Gioventù Democratica dell'Afghanistan in (persiano: سازمان دموکراتیک جوانان افغانستان), conosciuta anche come Organizzazione della Gioventù Popolare dell'Afghanistan, era un'organizzazione giovanile attiva nella ex Repubblica Democratica dell'Afghanistan. Era l'organizzazione giovanile del Partito Democratico Popolare dell'Afghanistan (PDPA). Dopo aver raggiunto i 17 anni di età, i membri dell'organizzazione divenivano eleggibili all'interno del partito democratico popolare. Al giugno 1978 l'organizzazione contava sui 4000 membri.
Alla metà degli anni' 80 l'organizzazione contava sui 25.000 membri. L'organizzazione giovanile era parte della Federazione Mondiale della Gioventù Democratica.